# 民壯圍堡
民壯圍堡，是台灣北部自清治時期至日治初期的一個行政區劃，其範圍包括今宜蘭縣的壯圍鄉中南全部及宜蘭市東部。
民壯圍堡東邊瀕臨太平洋，南邊為利澤簡堡、茅仔藔堡、二結堡，西邊為浮洲堡、員山堡、本城堡，北邊為四圍堡。

## 管轄街庄
民壯圍堡共轄17個庄：
- 今宜蘭市境內：壯一庄、壯二庄、壯三庄、壯四庄、壯七庄、七張庄
- 今壯圍鄉境內：廍后庄、公館庄、壯五庄、壯六庄、過嶺庄、三塊厝庄、十三股庄、功勞庄、南興庄、霧罕庄、美福庄、新興庄